# Antonio Viñayo González
Antonio Viñayo González (Otero de las Dueñas, Carrocera, 1922 - Lleó, 13 de desembre de 2012) va ser un eclesiàstic i estudiós espanyol.

## Biografia
Especialitzat en la història medieval de Lleó i la seva província, va ser autor de més de cinquanta llibres, fonamentalment sobre art i història, encara que també sobre teologia. Va ser abat de la Col·legiata de Sant Isidoro de Lleó des de 1971 fins a la seva jubilació el 2003, quan va ser nomenat abat emèrit.
Va ser acadèmic corresponent de Reial Acadèmia de la Història des de 1957 i numerari de la Reial Acadèmia de Doctors d'Espanya. Va morir a Lleó el 13 de desembre de 2012.